# Élections législatives laotiennes de 2021
Les élections législatives laotiennes de 2021 ont lieu le 21 février 2021 afin d'élire les membres de la 9e législature de l'assemblée nationale du Laos. Des élections provinciales ont lieu simultanément.
Le parti révolutionnaire populaire lao remporte sans surprise le scrutin dans le cadre d'un système à parti unique.

## Contexte
Le parti révolutionnaire populaire lao est le seul à pouvoir présenter des candidats dans le cadre d'un régime à parti unique. Lors des élections législatives de mars 2016, il obtient ainsi 144 sièges sur 149, le reste revenant à des candidats indépendants.

## Système électoral

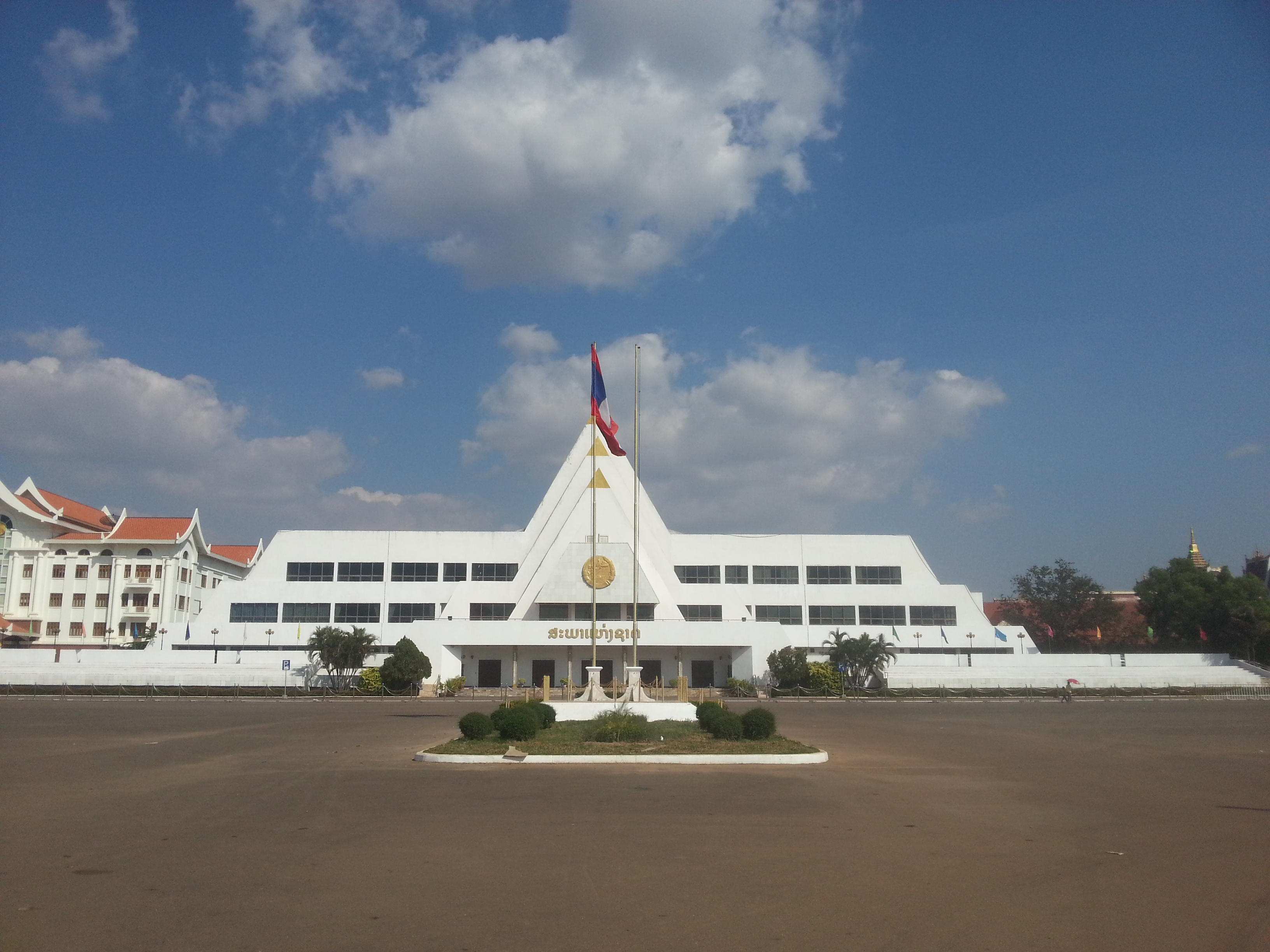
Lieu de réunion de l'assemblée à Vientiane.

L'Assemblée nationale est un parlement unicaméral doté de 164 sièges pourvus pour cinq ans au scrutin majoritaire plurinominal dans 18 circonscriptions de 5 à 19 sièges. Dans chacune d'elles, les électeurs votent pour une liste comportant autant de candidats que de sièges à pourvoir, et la liste remportant le plus de suffrages remporte tous les sièges. Pour pouvoir concourir, les candidats doivent préalablement obtenir le soutien d'une collectivité locale ou d'une organisation de masse affiliée au parti unique,.
Le total des sièges suit l'augmentation de la population. Chaque province est en effet dotée d'un minimum de cinq sièges, plus un siège par tranche de 50 000 habitants au-dessus de 250 000, avec un maximum fixé à 19 sièges. L'assemblée était ainsi composée de 149 sièges aux précédentes élections en 2016, soit une augmentation de 15 sièges.

## Organisation et candidats
Un total de 224 candidats sont en lice pour le scrutin, organisé dans un peu plus de 7 200 bureaux de vote. Seuls vingt-trois des 148 députés sortants se représentent, ou sont autorisés à se représenter. Les députés sortants Buakham Thippavong et Saithong Keoduangdy, qui avaient ouvertement critiqué le gouvernement pour son manque d'engagement dans la lutte contre la corruption, ne sont pas autorisés à se représenter. La commission électorale affirme qu'ils sont trop âgés et qu'il était nécessaire de faire de la place pour des candidats plus jeunes. Buakham Thippavong avait également accusé des députés de déposséder des pauvres de leurs terres à des fins de gains personnels.

## Résultats
|                          |                                     |           |       |        |     |  |  |  |  |
| Parti                    | Parti                               | Vote      | %     | Sièges | +/– |  |  |  |  |
|                          | Parti révolutionnaire populaire lao |           |       | 158    | 14  |  |  |  |  |
|                          | Indépendants                        |           |       | 6      | 1   |  |  |  |  |
|                          |                                     |           |       |        |     |  |  |  |  |
| Votes valides            |                                     |           |       |        |     |  |  |  |  |
| Votes blancs et nuls     |                                     |           |       |        |     |  |  |  |  |
| Total                    | Total                               | 3 973 017 | 100   | 164    | 15  |  |  |  |  |
| Abstentions              | Abstentions                         | 80 134    | 1,98  |        |     |  |  |  |  |
| Inscrits / participation | Inscrits / participation            | 4 053 151 | 98,02 |        |     |  |  |  |  |

## Ouverture de la législature

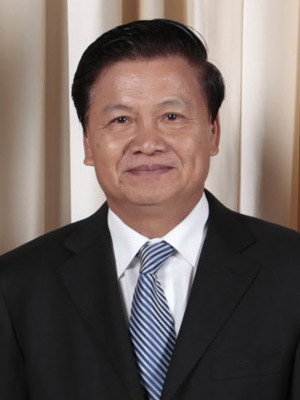
Thongloun Sisoulith en 2009

L'Assemblée nouvellement élue se réunit pour la première fois du 22 au 26 mars. Au cours de cette session inaugurale, les députés élisent Saysomphone Phomvihane président de l'Assemblée, puis procèdent à l'élection du président de la République, qui voit la victoire du Premier ministre Thongloun Sisoulith en l'absence d'opposants. Sur nomination du nouveau président, l'assemblée élit ensuite Phankham Viphavanh à la fonction de Premier ministre.